# Хубулов, Владимир Алексеевич
Владимир Алексеевич Хубулов (род. 2 марта 2001, Владикавказ) — российский футболист, полузащитник клуба «Крылья Советов».

## Клубная карьера
Дебютировал в российской футбольной национальной лиге за клуб «Алания» 9 сентября 2020 года в игре против омского «Иртыша».
15 июля 2022 года подписал четырехлетний контракт с самарским клубом «Крылья Советов». Дебютировал в РПЛ 16 июля 2022 года в игре против «Оренбурга».

## Клубная статистика
| Выступление      | Выступление      | Выступление      | Лига | Лига | Кубки | Кубки | Итого | Итого |
| Клуб             | Лига             | Сезон            | Игры | Голы | Игры  | Голы  | Игры  | Голы  |
| ---------------- | ---------------- | ---------------- | ---- | ---- | ----- | ----- | ----- | ----- |
| Алания           | ФНЛ              | 2020/21          | 25   | 2    | 1     | 0     | 26    | 2     |
| Алания           | ФНЛ              | 2021/22          | 29   | 7    | 3     | 1     | 32    | 8     |
| Алания           | Итого            | Итого            | 54   | 9    | 4     | 1     | 58    | 10    |
| Крылья Советов   | РПЛ              | 2022/23          | 13   | 0    | 4     | 0     | 17    | 0     |
| Крылья Советов   | РПЛ              | 2023/24          | 9    | 1    | 4     | 1     | 13    | 2     |
| Крылья Советов   | Итого            | Итого            | 22   | 1    | 8     | 1     | 30    | 2     |
| → Химки          | РПЛ              | 2022/23          | 8    | 1    | —     | —     | 8     | 1     |
| → Химки          | Итого            | Итого            | 8    | 1    | —     | —     | 8     | 1     |
| Всего за карьеру | Всего за карьеру | Всего за карьеру | 84   | 11   | 12    | 2     | 96    | 13    |

## Скандалы
В ноябре 2020 года казахстанскому теннисисту Дмитрию Попко, в Instagram в грубой форме предъявлял претензии за проигранный матч.
В июле 2021 года российская теннисистка Дарья Касаткина опубликовала скриншот прямого сообщения в Instagram, где Хубулов в грубой форме предъявляет ей претензии за проигранный матч. СМИ предположили, что игрок сделал ставку на победу Касаткиной и очень расстроился.